# Hafthohlladung
Hafthohlladung – ręczny granat przeciwpancerny (magnetyczny ładunek kumulacyjny) produkowany w latach 1942–1944 w nazistowskich Niemczech. Używany przez Wehrmacht do niszczenia czołgów na frontach II wojny światowej.

## Konstrukcja
Granat o masie 3,6 kilograma miał kształt lejka wypełnionego 3 kilogramami pentrolitu (pentolitu) z zapalnikiem tarciowym i zawleczką w rączce oraz trzy silne magnesy umieszczone w sprężynowych uchwytach wokół podstawy stożka kumulacyjnego. Magnesy nazywano potocznie Alnico. Często uważa się, że Alnico oznacza nazwę produkującej je firmy lub nazwisko wynalazcy, ale to nieprawda. Alnico to skład chemiczny stopu metali użytego do ich wytworzenia (aluminium, nikiel i kobalt).

## Zastosowanie
Hafthohlladung mógł być użyty jako granat ręczny, ale najlepszą metodą było umieszczenie go na pancerzu czołgu za pomocą magnesów i wyciągnięcie zawleczki. Pierwsze granaty miały tylko 4,5-sekundowe opóźnienie, które właściwie nie dawało szansy atakującemu czołg żołnierzowi na dobre ukrycie się; w maju 1943 wprowadzono 7,5-sekundowy zapalnik. Granat mógł przepalić 140-milimetrowy pancerz lub 500-milimetrowy beton. Niemieccy wojskowi zdawali sobie sprawę, że Sowieci będą próbowali skopiować to rozwiązanie i w związku z tym wydano polecenie pokrycia niemieckich czołgów i dział szturmowych antymagnetyczną pastą Zimmerit. 

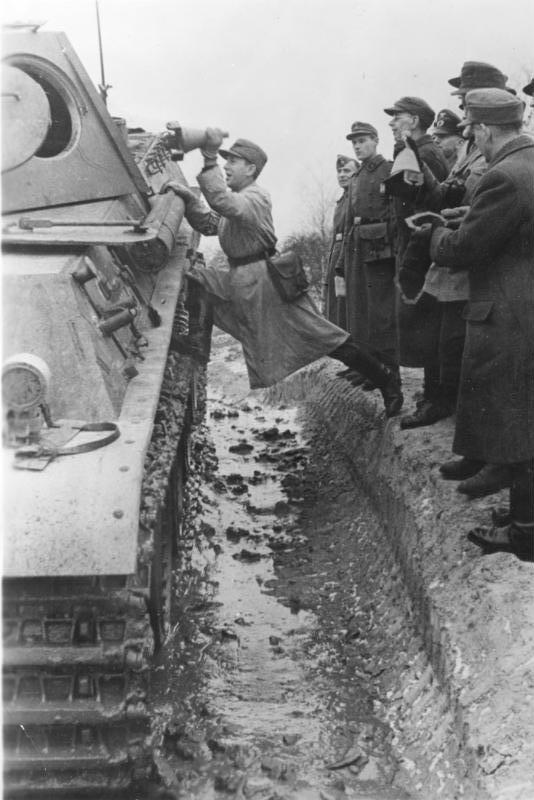
Szkolenie Volkssturmu. Czołg Pantera

W maju 1944 uznano je za przestarzałe i zastąpiono Panzerfaustem, aczkolwiek ich zapasów używano do końca wojny. Ogółem w latach 1942–1944 wyprodukowano około 553 900 granatów.